# Little Joe 5
Little Joe 5 byl testovací let rakety Little Joe, za účelem ověření funkčnosti únikového systému kosmické lodi Mercury.

## Údaje o lodi a raketě
Hmotnost makety lodi byla 1141 kg. Konfigurace motorů rakety Little Joe byla: 4x pomocný motor Recruit a 2x hlavní motor Polux.

## Průběh letu
Modul byl vynesen 8. listopadu 1960 na suborbitální balistickou trajektorii s apogeem 16,2 kilometrů a do vzdálenosti 22,5 kilometrů. Maximální dosažená rychlost byla 2873 km/h, zrychlení dosáhlo 58,8 m/s² (6 g). Test nebyl úspěšný a modul byl zničen.

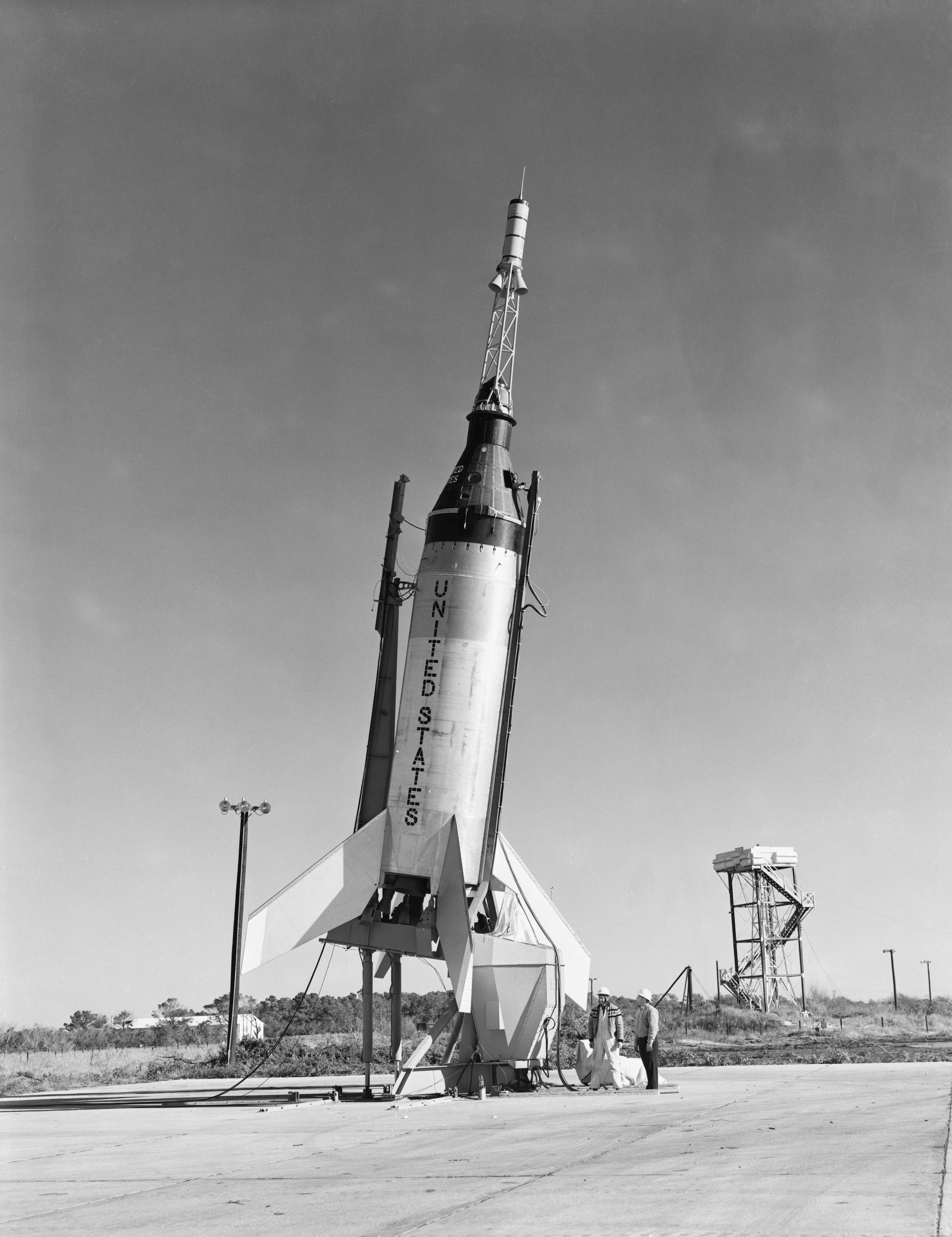
Little Joe 5 před startem